# ليوناردو فيلالبا
ليوناردو فيلالبا (بالإسبانية: Leonardo Villalba)‏ هو لاعب كرة قدم أرجنتيني في مركز الوسط، ولد في 29 نوفمبر 1994 في بوينس آيرس في الأرجنتين. لعب مع فيليز سارسفيلد ونادي بانيونيوس.

## وصلات خارجية
- ليوناردو فيلالبا على موقع قاعدة بيانات كرة القدم.إي يو (الإنجليزية)
- ليوناردو فيلالبا على موقع Soccerway.com (الإنجليزية)